# La canzone delle rane/Topolino al mercato
La canzone delle rane/Topolino al mercato è il sesto singolo inciso dal Trio Lescano, pubblicato nel 1936 dalla Parlophon.

## Descrizione
In entrambe le canzoni il Trio è accompagnato dall'Orchestra Cetra diretta dal Maestro Pippo Barzizza.

### La canzone delle rane
Il brano è scritto da Giulio Avanzi ed Enrica Maria Avanzi per il testo e da Egidio Storaci per la musica, che è un fox-trot.

### Topolino al mercato
Anche Topolino al mercato è un fox-trot, scritto da Enrico Maria Chiappo per il testo e dal maestro Giovanni Fassino per la musica.

## Tracce
1. La canzone delle rane
2. Topolino al mercato